# 烏查·洛比安尼澤
烏查·洛比安尼澤（1987年2月23日—）是一位喬治亞足球運動員，在場上司職後衛。他現在效力於奧莫尼亞體育會。他也是喬治亞國家足球隊的一員。